# Evita Leter
Evita Leter (Paramaribo, 5 juli 1995) is een Olympisch zwemmer uit Suriname.

## Carrière
Evita Leter werd geboren in Paramaribo en studeerde aan de Florida Gulf Coast University.
Ze deed in 2016 mee aan de Olympische Zomerspelen van Rio de Janeiro. Op de 100 meter schoolslag zette ze een tijd neer van 1:14.96 en plaatste zich daarmee niet voor de halve finales.
Ze vertegenwoordigde haar land tijdens het WK zwemmen van 2013 (50 meter schoolslag en 100 meter schoolslag), 2015 (50 meter schoolslag en 100 meter schoolslag), 2017 (50 meter schoolslag en 100 meter schoolslag) en 2019 (50 meter schoolslag en 100 meter schoolslag).